# Moszkvai idő
|  | Idő       | Zóna                       |
|  | --------- | -------------------------- |
|  | UTC+02:00 | MSK−1: kalinyingrádi idő   |
|  | UTC+03:00 | MSK: moszkvai idő          |
|  | UTC+04:00 | MSK+1: szamarai idő        |
|  | UTC+05:00 | MSK+2: jekatyerinburgi idő |
|  | UTC+06:00 | MSK+3: omszki idő          |
|  | UTC+07:00 | MSK+4: krasznojarszki idő  |
|  | UTC+08:00 | MSK+5: irkutszki idő       |
|  | UTC+09:00 | MSK+6: jakutszki idő       |
|  | UTC+10:00 | MSK+7: vlagyivosztoki idő  |
|  | UTC+11:00 | MSK+8: magadani idő        |
|  | UTC+12:00 | MSK+9: kamcsatkai idő      |

| kék        | Nyugat-európai idő (UTC+0) Nyugat-európai nyári idő (UTC+1) |
| világoskék | Nyugat-európai idő (UTC+0)                                  |
| vörös      | Közép-európai idő (UTC+1) Közép-európai nyári idő (UTC+2)   |
| arany      | Kelet-európai idő (UTC+2) Kelet-európai nyári idő (UTC+3)   |
| sárga      | Kalinyingrádi idő (UTC+2)                                   |
| zöld       | Moszkvai idő (UTC+3)                                        |

A moszkvai idő ( Moscow Standard Time, MSK) annak az időzónának az elnevezése, mely jelenleg 3 órával jár az egyezményes koordinált világidő (UTC) előtt (MSK = UTC + 3:00). 2011. március 27. óta nem rendelkezik különálló téli- és nyári időszámítással, de 2014. október 26. óta ismét a téli időszámításnak megfelelő időt használják állandó időként, a korábbi nyári időszámítás helyett.

## Használata

### Oroszországban
A moszkvai idő az Urál hegységtől nyugatra fekvő oroszországi területeken érvényes (a Kalinyingrádi területen az UTC+2:00 időzóna van használatban).
2011. március 27-én az orosz kormány úgy döntött, hogy az óraátállításokból felmerülő egészségi problémák elkerülésére felhagy a téli időszámítással, és területén egységessé teszi az akkori nyári időszámítást, ami a moszkvai idő vonatkozásában UTC+4 órának felel meg (más oroszországi időzónák más időt használnak). Korábban október és március hónapok utolsó vasárnapján kellett átállítani az órát.
2014 júliusában az Állami Duma a 2011-es döntést felülbírálva állandó UTC+3:00 időzónára állította át a moszkvai időt 2014. október 26-tól kezdődően. (Megjegyzés: az európai időzónákat bemutató ábra aláírása még a korábbi állapotot tükrözi. Ki kellene javítani.)
A moszkvai időt használják a vonatok menetrendjének megállapítására az egész Oroszországi Föderációban, míg a repülőgépek mindig helyi idő szerint indulnak és érkeznek.

### Más országokban
Fehéroroszország vezetése 2011-ben döntött úgy, hogy csatlakozik a moszkvai idő zónájához és a jövőben nem alkalmaz nyári időszámítást.
Az Oroszország által annektált, nemzetközileg el nem ismert Krími Köztársaság és Szevasztopol kikötőváros is erre tért át 2014. március 30-án. 2022-ben a ukrajnai invázió idején megszállt és törvénytelenül elcsatolt ukrán megye is ezt használja.

## Fordítás
Ez a szócikk részben vagy egészben  a   Moscow Time című angol Wikipédia-szócikk fordításán alapul.  Az eredeti cikk szerkesztőit annak laptörténete sorolja fel. Ez a jelzés csupán a megfogalmazás eredetét és a szerzői jogokat jelzi, nem szolgál a cikkben szereplő információk forrásmegjelöléseként.